# Albert Törnqvist
Henrik Albert Törnqvist, född 7 januari 1819 i Stockholm, död där 25 augusti 1898, var en svensk arkitekt.
Törnqvist genomgick Teknologiska Institutet och Konstakademiens läroverk, vann kungliga medaljen och innehade resestipendium 1846–1851. Han besökte under dessa år Frankrike, Tyskland, Italien, Turkiet, Mindre Asien, Egypten och Nubien. Återkommen valdes han 1853 till ledamot av Konstakademien och blev 1860 vice professor.

## Verk i urval

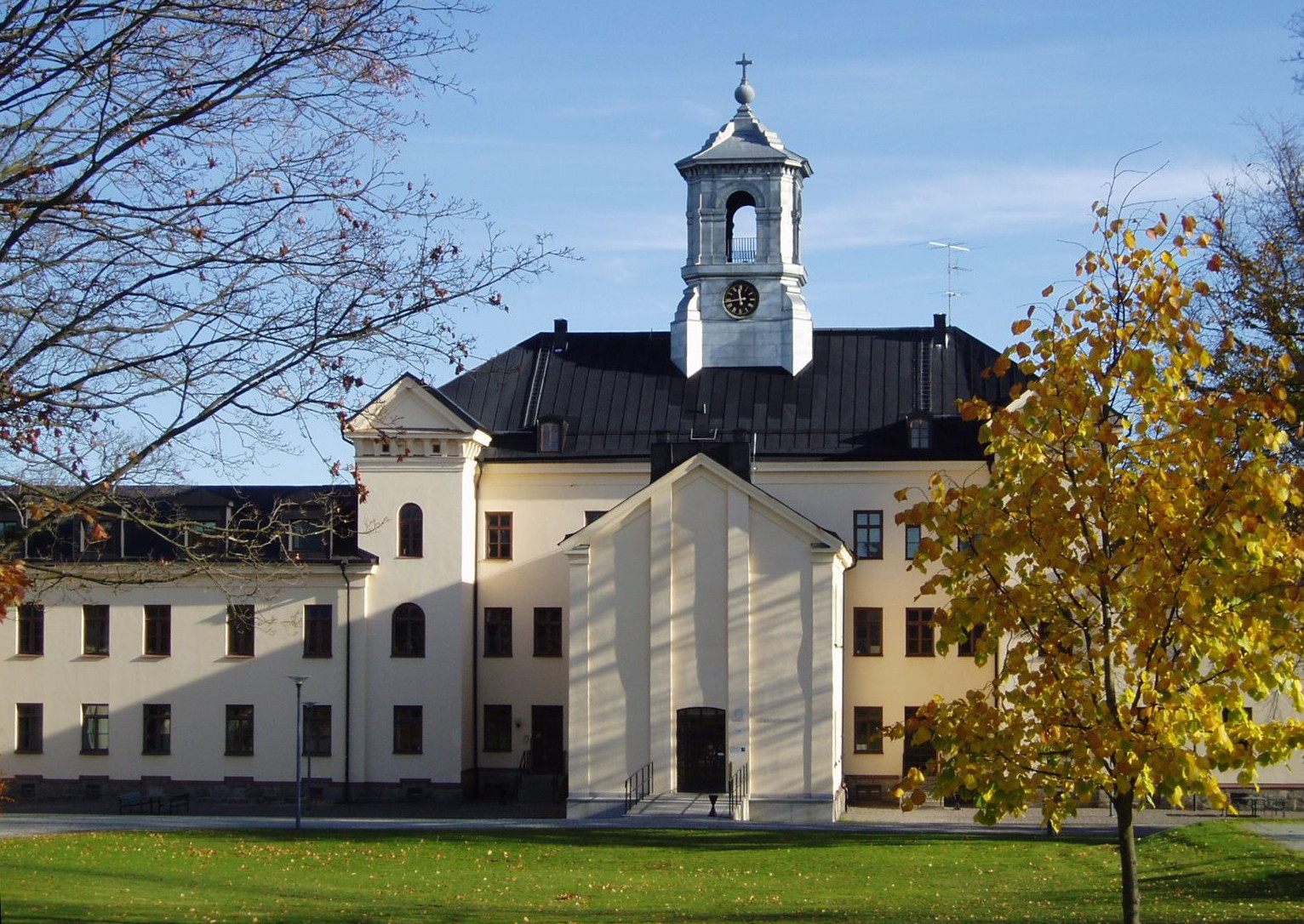
Konradsbergs hospital (1855 - 1861).

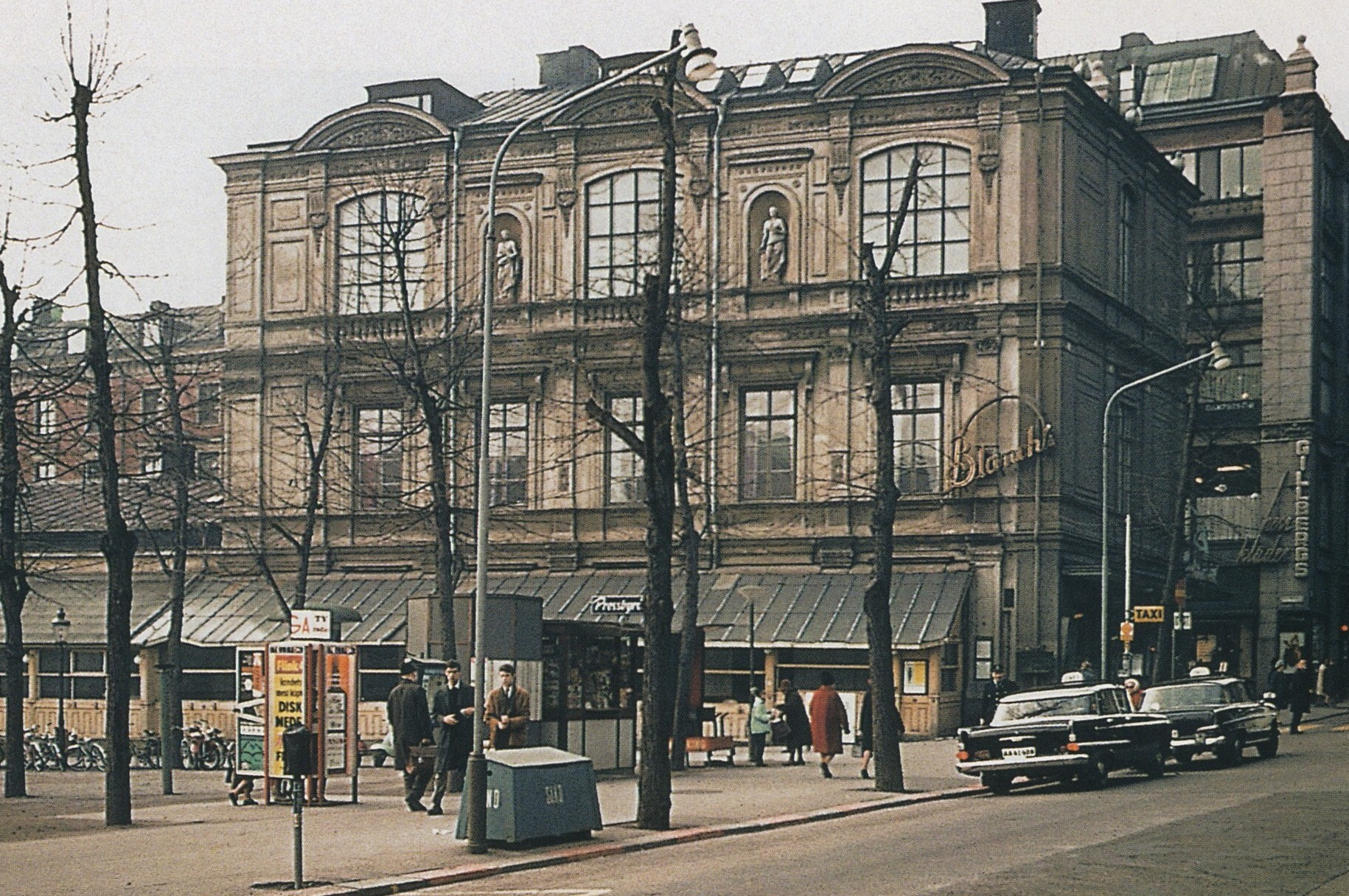
Ateljébyggnad vid Kungsträdgården, Stockholm. Foto från 1964.

### Civila byggnader
- Konradsbergs hospital
- Ombyggnaden av Kastenhof till Hotell Rydberg
- Om- och tillbyggnaden av Vetenskapsakademiens hus
- Ateljébyggnaden vid Kungsträdgården
- Centralpostkontoret vid Rödbodtorget (senare ombyggt, rivet 1969-70)
- Djurgårdsteatern
- Akademiska sjukhuset, Uppsala, 1867.
- Ämbetsbyggnaden vid Göta hovrätt, Jönköping, 1867[3]

### Kyrkobyggnader
| Alböke kyrka      | Holmby kyrka              | Skånings-Åsaka kyrka            |
| Båraryds kyrka    | Högby kyrka, Östergötland | Tiveds kyrka                    |
| Fivelstads kyrka  | Hörröds kyrka             | Töreboda kyrka                  |
| Frillesås kyrka   | Ingelstorps kyrka         | Ucklums kyrka                   |
| Fågelö kapell     | Karlstads domkyrka        | Värnamo kyrka                   |
| Gistads kyrka     | Korpilombolo kyrka        | Västra Eds kyrka                |
| Hannäs kyrka      | Knäreds kyrka (ej invigd) | Västra Fågelviks kyrka          |
| Hassle kyrka      | Lane-Ryrs kyrka           | Västra Ryds kyrka, Östergötland |
| Hinneryds kyrka   | Loshults kyrka            | Österplana kyrka                |
| Hjälmseryds kyrka | Skallsjö kyrka            | -                               |

## Galleri

Kyrkor
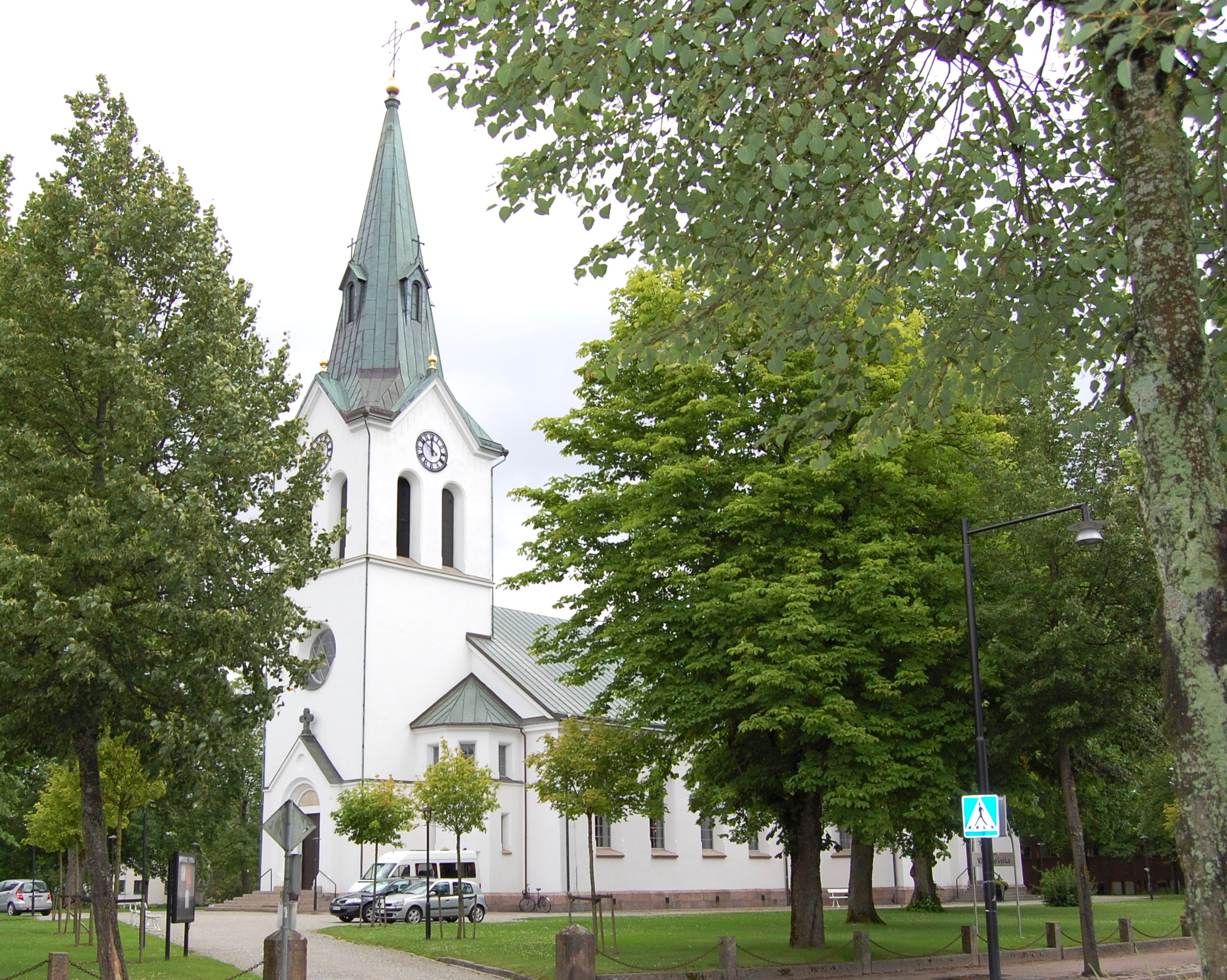
Värnamo kyrka
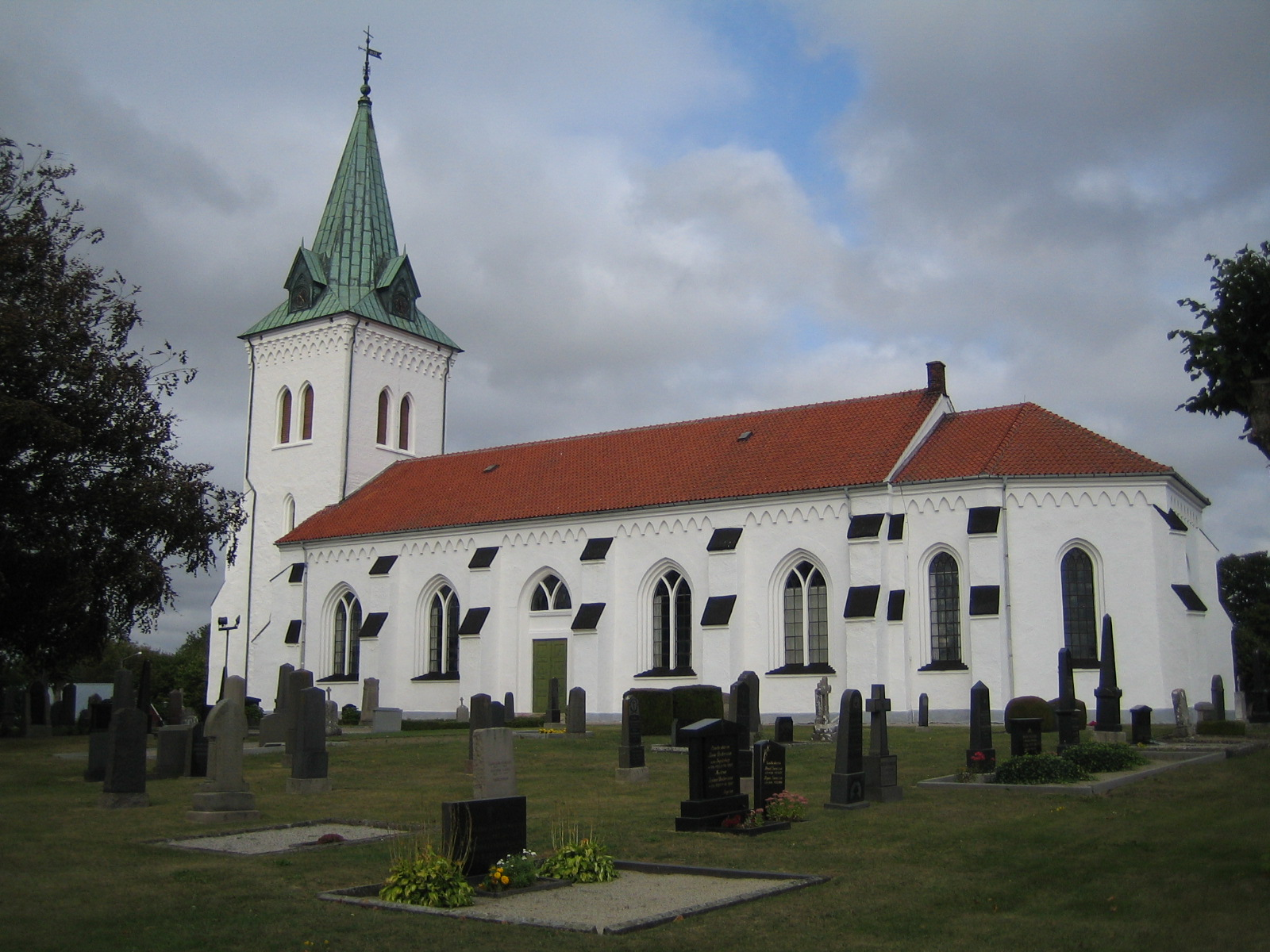
Ingelstorps kyrka
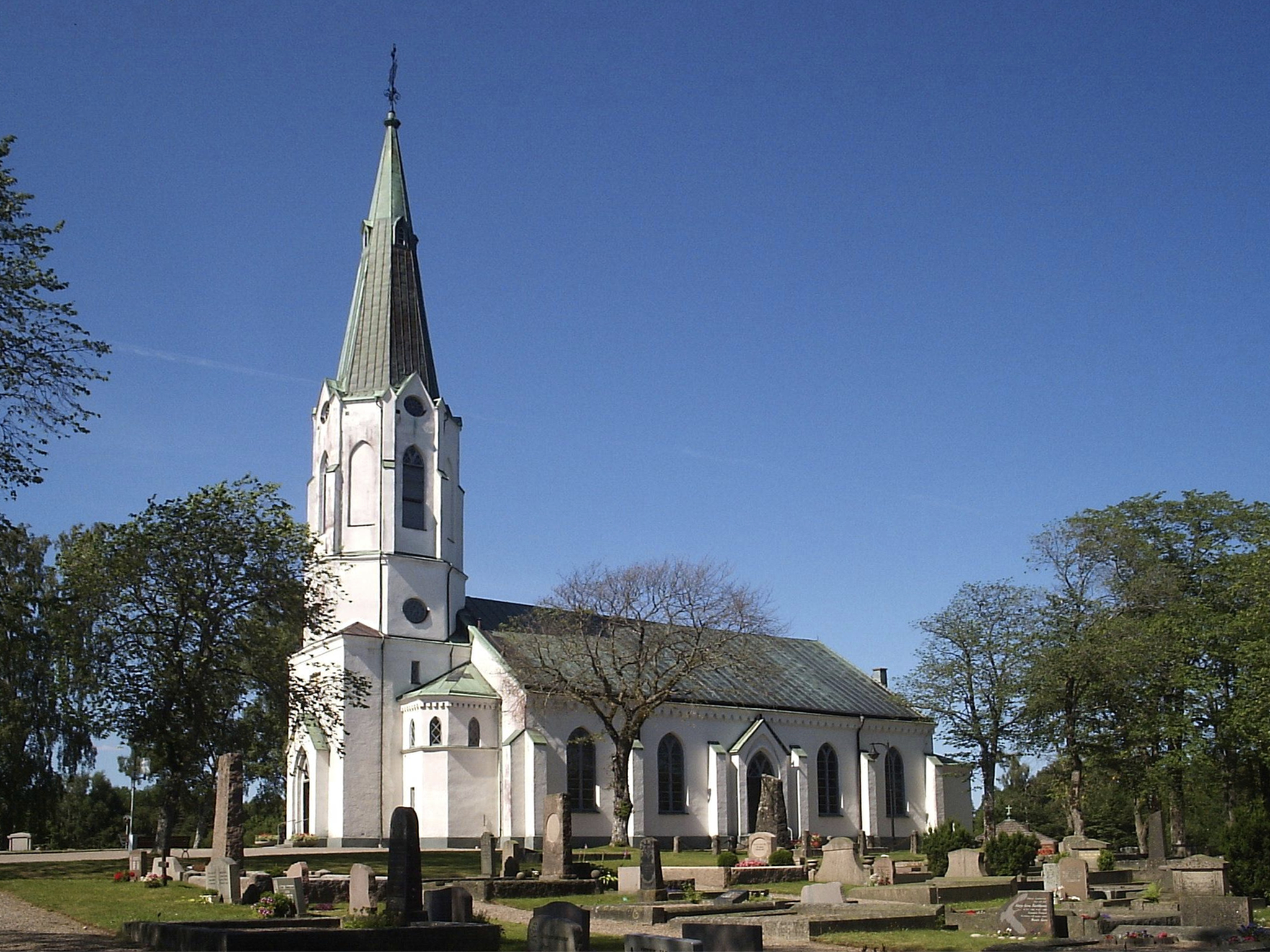
Skallsjö nya kyrka
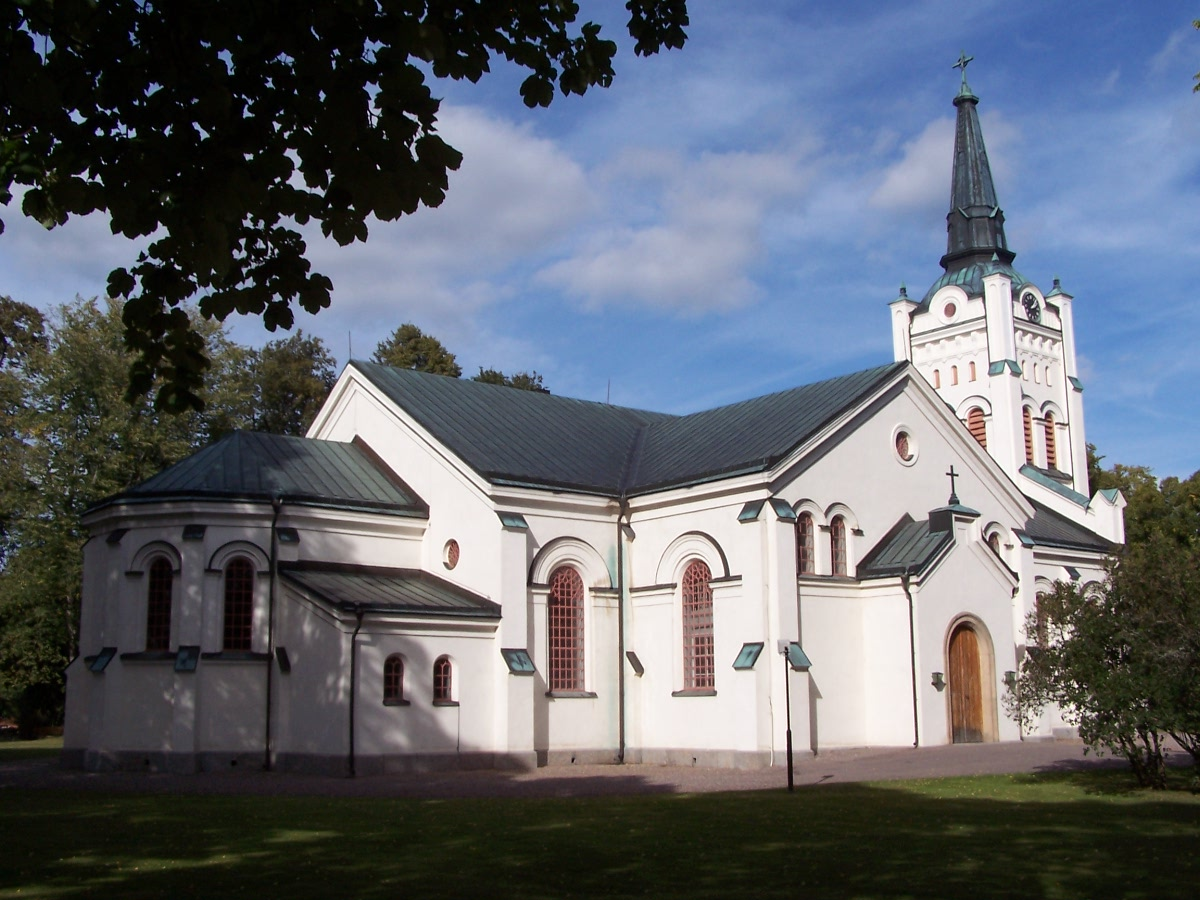
Västra Eds kyrka
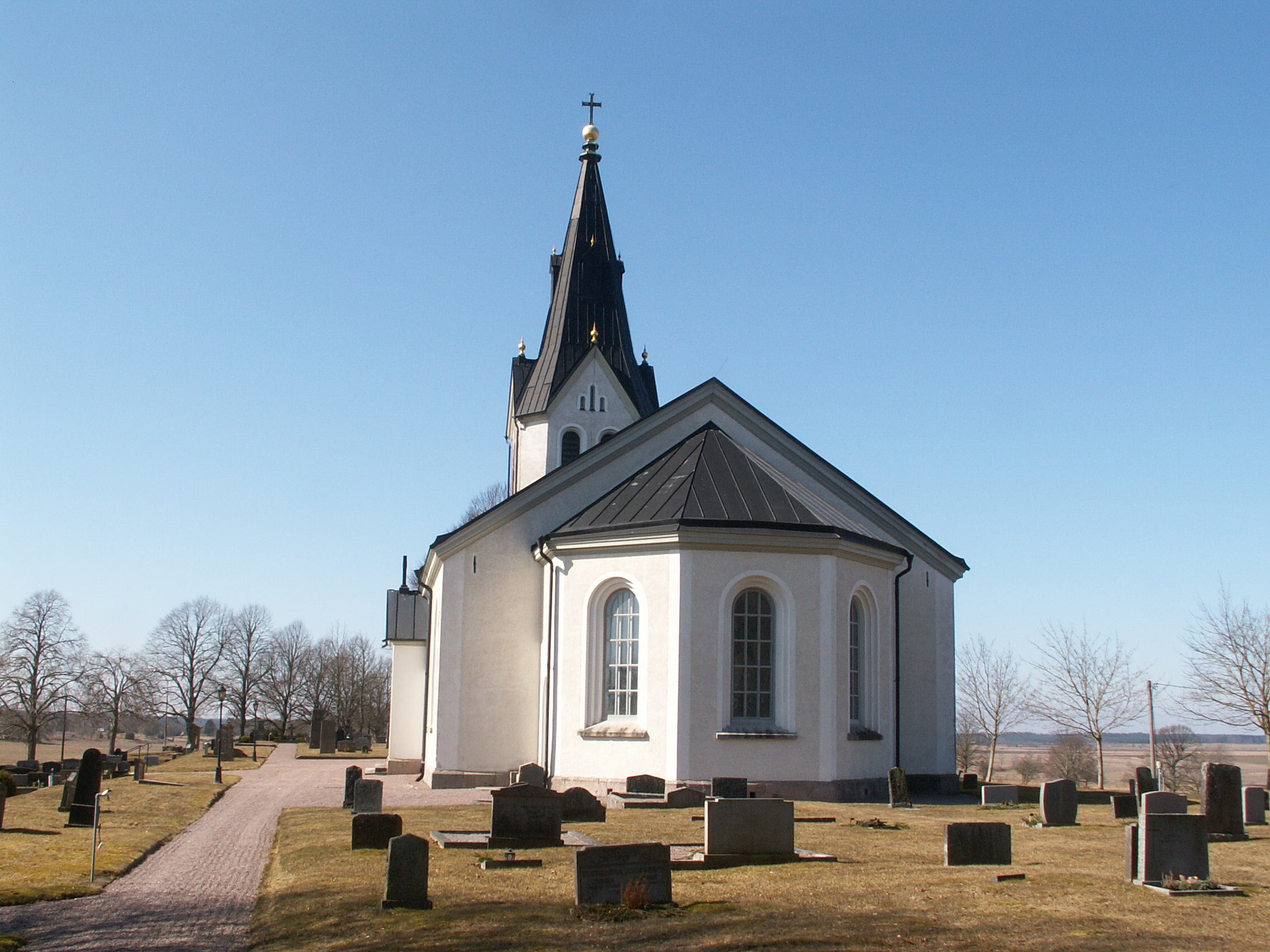
Skånings-Åsaka kyrka